# La famiglia Benvenuti
La famiglia Benvenuti è una serie televisiva italiana della fine degli anni sessanta, mandata in onda dalla Rai sul Programma Nazionale e considerata la capostipite delle moderne fiction italiane, in quanto scritta appositamente per la televisione da Alfredo Giannetti che ne cura anche la regia. La serie riscosse molto successo da parte del pubblico in quanto – attraverso la narrazione di fatti quotidiani normali, non eccezionali – riuscì ad attivare un meccanismo di immedesimazione.

## Trama
Narra le vicende di una famiglia appartenente alla media borghesia italiana del tempo: padre, madre, due figli e la governante.

## Produzione
Ne furono prodotte due stagioni: la prima girata in bianco e nero, la seconda, in un'ottica di distribuzione internazionale dell'opera, fu invece realizzata su pellicola a colori, nonostante la Rai non avesse ancora adottato tale tecnica (le trasmissioni a colori partirono ufficialmente solo otto anni dopo).

## Cast
Il cast, composto da famosi attori teatrali dell'epoca, vede – oltre ad Enrico Maria Salerno e Valeria Valeri – la partecipazione di Valerio Fioravanti (nella parte di Andrea, il figlio minore), poi divenuto un terrorista di destra degli anni di piombo.

## Personaggi, interpreti e doppiatori
Alberto BenvenutiEnrico Maria Salerno - è un architetto ben integrato nella società, un uomo tuttavia che ha molti rimpianti per aver ceduto a compromessi nel dopoguerra rispetto ai propri ideali. È dichiaratamente di sinistra ed infatti esorta ed avalla la partecipazione del figlio maggiore (Ghigo) alle manifestazioni di piazza di quegli anni.
Marina BenvenutiValeria Valeri - moglie di Alberto, ha sposato quest'ultimo contro il volere di genitori. Riversa sui figli le aspirazioni del marito e segue quest'ultimo – più per amore che per convinzione – in tutte le sue contraddizioni.
Andrea BenvenutiValerio Fioravanti - è il figlio più piccolo che, spesso, capisce più dei genitori in un tipico rovesciamento di ruoli.
Ghigo BenvenutiMassimo Farinelli - è il figlio più grande con tutte le contraddizioni proprie ai suoi diciotto anni. Suona la chitarra e va alle manifestazioni con l'avallo del padre.
Signor De MarchisClaudio Gora - padre di Marina, è il tipico benestante di idee conservatrici che tuttavia cerca di aiutare figlia e genero benché questi ultimi rifiutino sempre i suoi tentativi di sostegno.
Signora De MarchisMilly - madre di Marina, rappresenta la tipica donna benestante di una certa età di quegli anni.
AmabileGina Sammarco - è la governante della famiglia Benvenuti fin da quando ha fatto da balia ad Alberto, quest'ultimo rimasto orfano di madre da piccolo.
SimonaMarina Coffa - è la fidanzata di Ghigo.

## Episodi
| Stagione         | Episodi | Prima TV originale |
| ---------------- | ------- | ------------------ |
| Prima stagione   | 6       | 1968               |
| Seconda stagione | 7       | 1969-1970          |

## Curiosità
La prima puntata, andata in onda sul Programma Nazionale il 2 aprile 1968, rischiò di slittare in quanto Enrico Maria Salerno – impegnato con la commedia musicale di Garinei e Giovannini Viola, violino e viola d'amore – dovette fare in un'ora il doppiaggio di se stesso, lavoro che normalmente avrebbe richiesto quattro ore.